# 2016년 8월
| 2016년: 1월 · 2월 · 3월 · 4월 · 5월 · 6월 · 7월 · 8월 · 9월 · 10월 · 11월 · 12월 |

| \| 2016년 8월 1일 (월요일) \| \| 편집 \| |  |      |
|                                          |  |      |
| 2016년 8월 1일 (월요일)                  |  | 편집 |

| 2016년 8월 1일 (월요일) |  | 편집 |

| \| 2016년 8월 2일 (화요일) \| \| 편집 \|                                                                         |  |      |
| - 이화여자대학교가 평생교육 단과대학 지원사업 선정을 포기한다고 밝혀 2016년 이화여자대학교 사태가 일단락 되었다. |  |      |
| 2016년 8월 2일 (화요일)                                                                                          |  | 편집 |

| 2016년 8월 2일 (화요일) |  | 편집 |

| \| 2016년 8월 3일 (수요일) \| \| 편집 \|                                                                            |  |      |
| 사고 - 아랍에미리트 두바이 국제공항에서 300명이 탑승한 에미레이트 항공 소속 보잉 777 여객기의 착륙 사고가 발생했다. |  |      |
| 2016년 8월 3일 (수요일)                                                                                             |  | 편집 |

| 2016년 8월 3일 (수요일) |  | 편집 |

| \| 2016년 8월 4일 (목요일) \| \| 편집 \| |  |      |
|                                          |  |      |
| 2016년 8월 4일 (목요일)                  |  | 편집 |

| 2016년 8월 4일 (목요일) |  | 편집 |

| \| 2016년 8월 5일 (금요일) \| \| 편집 \|                     |  |      |
| - 2016년 하계 올림픽이 브라질 리우데자네이루에서 개막되었다. |  |      |
| 2016년 8월 5일 (금요일)                                      |  | 편집 |

| 2016년 8월 5일 (금요일) |  | 편집 |

| \| 2016년 8월 6일 (토요일) \| \| 편집 \| |  |      |
|                                          |  |      |
| 2016년 8월 6일 (토요일)                  |  | 편집 |

| 2016년 8월 6일 (토요일) |  | 편집 |

| \| 2016년 8월 7일 (일요일) \| \| 편집 \|                                                                                                   |  |      |
| 스포츠 - 마이애미 말린스 소속 야구선수인 스즈키 이치로가 콜로라도 로키스와의 경기에서 역대 30번째로 메이저리그 통산 3000안타를 기록하였다. |  |      |
| 2016년 8월 7일 (일요일) |  | 편집 |

| 2016년 8월 7일 (일요일) |  | 편집 |

| \| 2016년 8월 8일 (월요일) \| \| 편집 \| |  |      |
| 사고 - 파키스탄 퀘타의 한 병원에서 자폭테러와 총격으로 최소 70명이 사망하고, 120명이 부상을 입었다. - 멕시코 전역을 허리케인 '얼'(Earl)이 강타하면서 최소 38명이 사망하였다. |  |      |
| 2016년 8월 8일 (월요일) |  | 편집 |

| 2016년 8월 8일 (월요일) |  | 편집 |

| \| 2016년 8월 9일 (화요일) \| \| 편집 \| |  |      |
|                                          |  |      |
| 2016년 8월 9일 (화요일)                  |  | 편집 |

| 2016년 8월 9일 (화요일) |  | 편집 |

| \| 2016년 8월 10일 (수요일) \| \| 편집 \| |  |      |
|                                           |  |      |
| 2016년 8월 10일 (수요일)                  |  | 편집 |

| 2016년 8월 10일 (수요일) |  | 편집 |

| \| 2016년 8월 11일 (목요일) \| \| 편집 \| |  |      |
| 사고 - 중화인민공화국 후베이성 당양 시의 한 화력발전소에서 폭발 사고가 발생하여 21명이 사망하였다. - 태국 후아힌에서 폭탄이 잇따라 터지면서 1명이 죽고 19명이 다쳤다. |  |      |
| 2016년 8월 11일 (목요일) |  | 편집 |

| 2016년 8월 11일 (목요일) |  | 편집 |

| \| 2016년 8월 12일 (금요일) \| \| 편집 \| |  |      |
| 스포츠 - 2016년 하계 올림픽에서 싱가포르의 수영선수 조지프 스쿨링이 접영 100m에서 50초39의 올림픽 기록을 세우며 우승했다. 싱가포르의 사상 첫 올림픽 금메달이다. 이 경기에서 3명이 공동 은메달을 기록하며 동메달 수상자가 없게 되었는데, 이는 올림픽 사상 최초의 일이다. |  |      |
| 2016년 8월 12일 (금요일) |  | 편집 |

| 2016년 8월 12일 (금요일) |  | 편집 |

| \| 2016년 8월 13일 (토요일) \| \| 편집 \| |  |      |
| 스포츠 - 2016년 하계 올림픽에서 미국의 여자 혼계영 팀이 혼계영 400 m 경기에서 우승하며 금메달을 획득했다. 이로써 미국은 역대 올림픽 통산 최초로 금메달 획득수 1000개를 기록하게됐다. |  |      |
| 2016년 8월 13일 (토요일) |  | 편집 |

| 2016년 8월 13일 (토요일) |  | 편집 |

| \| 2016년 8월 14일 (일요일) \| \| 편집 \| |  |      |
| 과학·기술 - 일론 머스크가 설립한 기업인 스페이스X가 일본 통신 위성을 실은 팰컨 9 로켓을 성공적으로 쏘아올렸다. 스포츠 - 푸에르토리코의 테니스 선수 모니카 푸이그가 2016년 하계 올림픽 테니스 여자 단식 결승에서 우승하며 금메달을 땄다. 푸에르토리코의 올림픽 사상 첫 금메달이다. |  |      |
| 2016년 8월 14일 (일요일) |  | 편집 |

| 2016년 8월 14일 (일요일) |  | 편집 |

| \| 2016년 8월 15일 (월요일) \| \| 편집 \| |  |      |
| 정치·사회 - 관타나모 만 수용소의 아프가니스탄 및 예멘 국적의 수감자 15명이 아랍에미리트 이송·석방되었다. 사고 - 잉글랜드의 축구 선수였던 데일리언 앳킨슨이 슈롭셔 주 텔포드에서 경찰의 테이저에 맞고 병원에 후송되었으나 사망하였다. |  |      |
| 2016년 8월 15일 (월요일) |  | 편집 |

| 2016년 8월 15일 (월요일) |  | 편집 |

| \| 2016년 8월 16일 (화요일) \| \| 편집 \| |  |      |
| 과학 - 중화인민공화국은 양자통신실험위성(QUESS)인 모쯔(墨子) 발사에 성공했다고 밝혔다. 부고 - 前 국제 축구 연맹 회장 주앙 아벨란제가 100세를 일기로 사망하였다. 1974년 제7대 회장으로 선출되어 1998년 퇴임하였다. |  |      |
| 2016년 8월 16일 (화요일) |  | 편집 |

| 2016년 8월 16일 (화요일) |  | 편집 |

| \| 2016년 8월 17일 (수요일) \| \| 편집 \|                                                                   |  |      |
| 정치 - 조선민주주의인민공화국의 영국 주재 공사(公使)였던 외교관 태영호가 대한민국으로 망명한 것이 확인됐다. |  |      |
| 2016년 8월 17일 (수요일)                                                                                    |  | 편집 |

| 2016년 8월 17일 (수요일) |  | 편집 |

| \| 2016년 8월 18일 (목요일) \| \| 편집 \| |  |      |
| 정치 - 미국 행정부에서 단계적으로 사설 교도소를 폐지할 것이라고 밝혔다. 그 이유로는 재소자가 줄어들고 교정 효과가 미흡한 점을 들었다. 스포츠 - 자메이카의 육상 선수 우사인 볼트가 400m 계주 경기에서 금메달을 따내면서 2016년 하계 올림픽 3관왕, 세 종목(100m, 200m, 400m 계주) 올림픽 3연패 기록을 세웠다. |  |      |
| 2016년 8월 18일 (목요일) |  | 편집 |

| 2016년 8월 18일 (목요일) |  | 편집 |

| \| 2016년 8월 19일 (금요일) \| \| 편집 \|                                                                                |  |      |
| 정치 - 미국의 대통령선거 후보인 도널드 트럼프의 선거대책위원장 폴 매너포트가 과거 로비활동 정황이 드러나면서 사임하였다. |  |      |
| 2016년 8월 19일 (금요일)                                                                                                 |  | 편집 |

| 2016년 8월 19일 (금요일) |  | 편집 |

| \| 2016년 8월 20일 (토요일) \| \| 편집 \| |  |      |
| 사고 - 터키 가지안테프에서 폭탄 테러가 발생하여 최소 30명이 사망하였다. 스포츠 - 박인비 선수가 2016년 하계 올림픽 여자 골프 종목에서 우승하였다. 여자 골프는 116년만에 올림픽 종목으로 다시 채택되었다. |  |      |
| 2016년 8월 20일 (토요일) |  | 편집 |

| 2016년 8월 20일 (토요일) |  | 편집 |

| \| 2016년 8월 21일 (일요일) \| \| 편집 \|                                                |  |      |
| 스포츠 - 2016년 하계 올림픽이 폐막하였다. 다음 하계 올림픽은 2020년 도쿄로 예정되어있다. |  |      |
| 2016년 8월 21일 (일요일)                                                                 |  | 편집 |

| 2016년 8월 21일 (일요일) |  | 편집 |

| \| 2016년 8월 22일 (월요일) \| \| 편집 \| |  |      |
| 정치 - 필리핀의 대통령 로드리고 두테르테는 공직자의 부정부패 척결을 위한 임명직공무원 대량 물갈이에 나섰다. 부고 - 싱가포르의 제6대 대통령을 지낸 S. R. 나산이 향년 92세로 사망하였다. |  |      |
| 2016년 8월 22일 (월요일) |  | 편집 |

| 2016년 8월 22일 (월요일) |  | 편집 |

| \| 2016년 8월 23일 (화요일) \| \| 편집 \| |  |      |
| 군사 - 조선민주주의인민공화국 측 군사들이 판문점 '돌아오지 않는 다리' 북측 지역에 지뢰를 매설한 것이 확인되었다. 이는 1953년 7월 정전협정 이후 처음이다. 사법 - 태국 군사법원이 2015년 방콕 폭탄 테러의 용의자 2명에 대한 재판을 개시하였다. |  |      |
| 2016년 8월 23일 (화요일) |  | 편집 |

| 2016년 8월 23일 (화요일) |  | 편집 |

| \| 2016년 8월 24일 (수요일) \| \| 편집 \| |  |      |
| 군사 - 조선민주주의인민공화국에서 동해상으로 잠수함발사 탄도유도탄(SLBM)을 발사하였으며, 500km 이상 비행한 것으로 확인되었다. 재해 - 이탈리아 노르차에서 규모 6.2의 강진이 일어나 최소 63명이 사망하였다. |  |      |
| 2016년 8월 24일 (수요일) |  | 편집 |

| 2016년 8월 24일 (수요일) |  | 편집 |

| \| 2016년 8월 25일 (목요일) \| \| 편집 \|                                                                                                |  |      |
| 재해 - 미얀마 마궤 관구 챠우크에서 진도 6.8의 강진이 발생하여 최소3명이 사망하고, 인근 도시 바간은 불교유적지 200여곳이 붕괴·파손되었다. |  |      |
| 2016년 8월 25일 (목요일) |  | 편집 |

| 2016년 8월 25일 (목요일) |  | 편집 |

| \| 2016년 8월 26일 (금요일) \| \| 편집 \|                                                                             |  |      |
| 토목 - 터키 보스포루스 해협을 가로지르는 야부즈 술탄 셀림 교가 완공되었다. 전 세계 현수교 중 가장 큰 규모의 다리이다. |  |      |
| 2016년 8월 26일 (금요일)                                                                                              |  | 편집 |

| 2016년 8월 26일 (금요일) |  | 편집 |

| \| 2016년 8월 27일 (토요일) \| \| 편집 \|                                  |  |      |
| 사고 - 러시아 모스크바의 한 창고에서 화재가 발생해 최소 16명이 사망하였다. |  |      |
| 2016년 8월 27일 (토요일)                                                   |  | 편집 |

| 2016년 8월 27일 (토요일) |  | 편집 |

| \| 2016년 8월 28일 (일요일) \| \| 편집 \|                                                                                 |  |      |
| 사고 - 대한민국 진주시의 한 3층 건물에서 리모델링 공사 작업 중 지붕이 붕괴하면서 2명이 사망하고, 매몰자 1명이 구조되었다. |  |      |
| 2016년 8월 28일 (일요일)                                                                                                  |  | 편집 |

| 2016년 8월 28일 (일요일) |  | 편집 |

| \| 2016년 8월 29일 (월요일) \| \| 편집 \|                         |  |      |
| 보건 - 싱가포르에서 최소 41명이 지카 바이러스 확진 판정을 받았다. |  |      |
| 2016년 8월 29일 (월요일)                                          |  | 편집 |

| 2016년 8월 29일 (월요일) |  | 편집 |

| \| 2016년 8월 30일 (화요일) \| \| 편집 \| |  |      |
| 경제 - 유럽연합(EU)에서 미국의 다국적기업 애플사가 아일랜드 정부로부터 감면받은 세금 130억유로(약 16조 2천억원)는 특혜이며, 이를 추징하여 아일랜드정부에 납부하도록 결정하였다. 이에 대하여 아일랜드 정부는 항소 의사를 밝혔다. |  |      |
| 2016년 8월 30일 (화요일) |  | 편집 |

| 2016년 8월 30일 (화요일) |  | 편집 |

| \| 2016년 8월 31일 (수요일) \| \| 편집 \| |  |      |
| 경제 - 대한민국의 해운업체인 한진해운이 법원에 법정관리 신청을 하였다. 국제 - 지우마 호세프 브라질 대통령이 브라질 상원 의원의 투표를 통해 탄핵당해 물러나고, 대통령 권한대행인 미셰우 테메르가 브라질의 제37대 대통령에 취임했다. |  |      |
| 2016년 8월 31일 (수요일) |  | 편집 |

| 2016년 8월 31일 (수요일) |  | 편집 |

| <          | 2016년 8월  | 2016년 8월 | 2016년 8월 | 2016년 8월 | 2016년 8월 | >          |
| 일         | 월          | 화         | 수         | 목         | 금         | 토         |
|            | 1 6.29 을묘 | 2 30 병진  | 3 7.1 정사 | 4 2 무오   | 5 3 기미   | 6 4 경신   |
| 7 5 신유   | 8 6 임술    | 9 7 계해   | 10 8 갑자  | 11 9 을축  | 12 10 병인 | 13 11 정묘 |
| 14 12 무진 | 15 13 기사  | 16 14 경오 | 17 15 신미 | 18 16 임신 | 19 17 계유 | 20 18 갑술 |
| 21 19 을해 | 22 20 병자  | 23 21 정축 | 24 22 무인 | 25 23 기묘 | 26 24 경진 | 27 25 신사 |
| 28 26 임오 | 29 27 계미  | 30 28 갑신 | 31 29 을유 |            |            |            |

| - 8월 27일 - 구봉서 - 8월 26일 - 이인원 - 8월 22일 - S. R. 나산 - 8월 17일 - 아서 힐러 - 8월 16일 - 주앙 아벨란제 편집하기 |